# 藍掉隊星

一個球狀星團赫羅圖的草圖，顯示蓝离散星。

蓝离散星是在球狀星團或疏散星團的赫羅圖主序帶上，比拐點的恆星更亮和更藍的恆星。艾倫·桑德奇在1953年對球狀星團M3中的恆星進行光度測定時，首次發現蓝离散星。標準的恆星演化理論認為，恆星在赫羅圖上的位置應該幾乎完全由恆星的初始質量及其年齡決定。在一個星團中，所有的恆星幾乎同時形成，因此在一個星團的赫羅圖中，所有的恆星都應該沿著一條由星團年齡設定的明確曲線分布，而每顆恆星在曲線上的位置完全由它們的初始質量決定。然而，蓝离散星似乎例外於這條規律中，它的質量是星團中其它仍在主序帶上恆星質量的2至3倍。這個問題的解答可能與發現蓝离散星的星團密集區域內兩顆或多顆恆星之間的相互作用有關。在星場中也曾發現蓝离散星，但是更加難以確定它們是大質量的主序星而分辨出來。然而，由於倖存的主序星都是低質量的，因此可以在銀暈中識別出蓝离散星。

## 形成

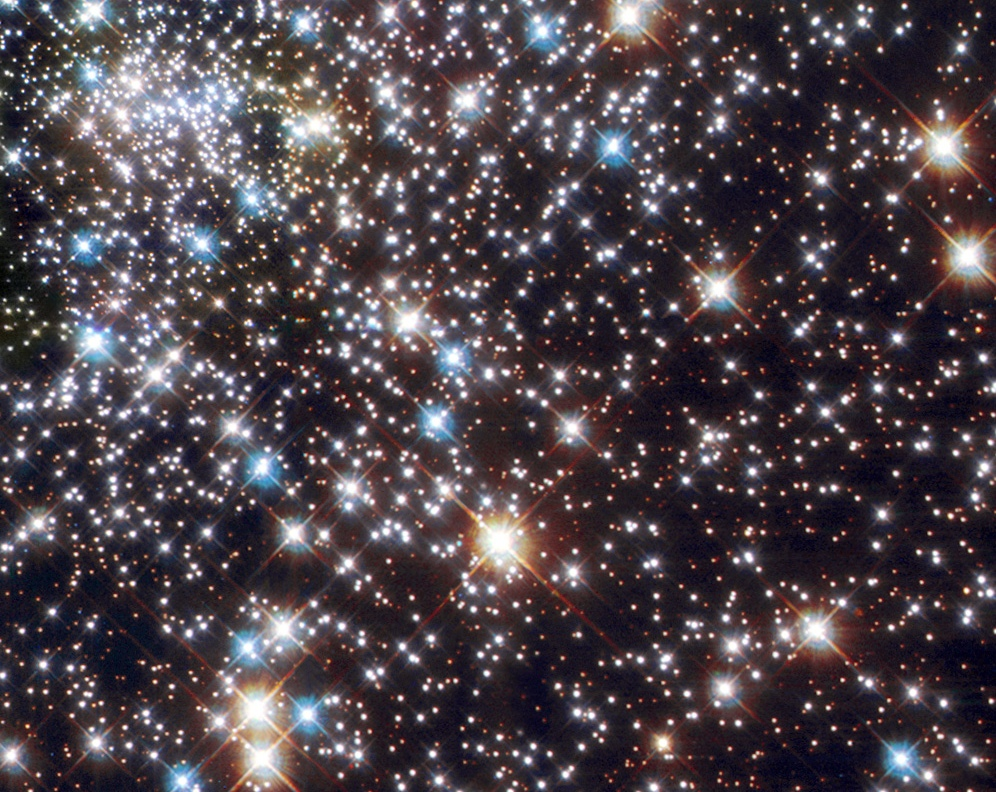
哈伯太空望遠鏡拍攝的NGC 6397，影像中有許多明亮的蓝离散星。

有幾種說法被提出來解釋蓝离散星存在的成因。恒星的形成需要气体，由于大量的气体会在星团形成早期被消耗掉，星团一直以来被认为不能形成新的恒星，只有恒星之间的碰撞或者并合可能为年老恒星补充燃烧物质，使得它们看起来比其余的恒星更加年轻，通过碰撞或者并合延长寿命的恒星被称为蓝离散星。最簡單的假设是蓝离散星形成的時間比星團中其他的恆星晚，但這方面的證據有限。另一種簡單的形成假设是蓝离散星要麼是場星，不然就是被星團捕獲的場星，而實際上不是我們所見似乎屬於星團的成員。但這一说法存在漏洞，因為蓝离散星通常都位於所屬星團的中心。最有可能的解釋是，蓝离散星是這顆恆星離另一顆恆星太近，或類似質量的恆星太近，因而引發碰撞的結果。因此，新形成的恆星擁有更高的質量，因而在赫羅圖上佔有一個新的位置，而這個位置是一顆原本真正年輕的恆星該佔有的位置。

### 集團交互作用
對蓝离散星的存在，兩種最可行的解釋都涉及團簇成員之間的交互作用。一種解釋是，它們是當前或以前的聯星正在合併或已經合併。兩顆恆星的合併將產生一顆更大的恆星，其質量可能大於主序帶上位於拐點上恆星的質量。雖然一顆出生時的質量比在拐點上的恆星質量大的恆星，會因為更快的演化先離開主序帶，但若質量更大的恆星是由質量較小的恆星通過合併生成的，會因此延後這種變化(離開主序帶)。有證據支持此一觀點，特別是在星團中的恆星密集區域，尤其是球狀星團的核心，蓝离散星似乎最為常見。由於每單位體積中有更多的恆星，碰撞和近距離接觸的可能性，在星團中的可性遠大於場星。觀測到的蓝离散星數量與預期碰撞次數計算的結果一致。

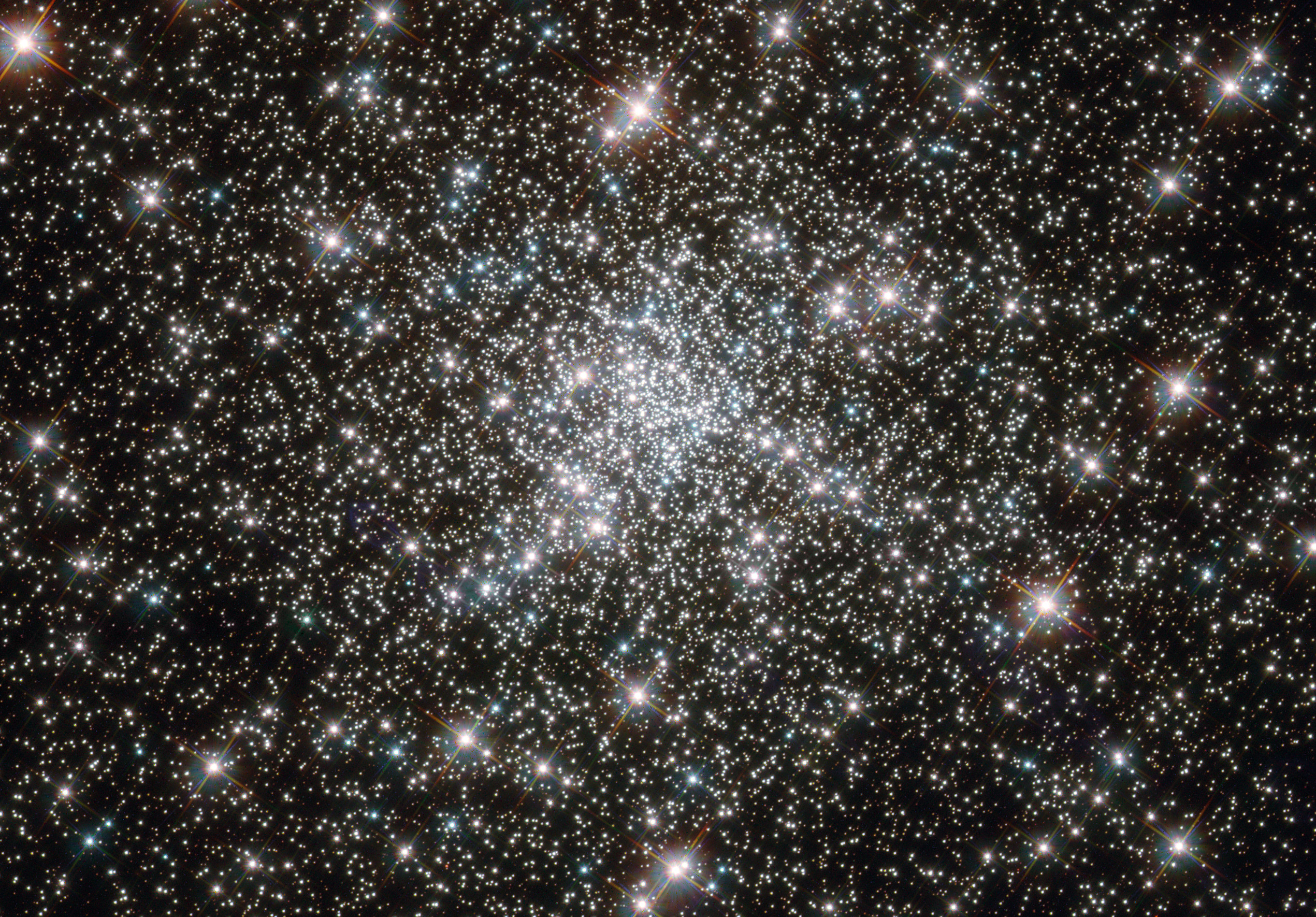
NGC 6752是一個擁有大量蓝离散星的球狀星團。

檢驗這種假設的一種方法是研究蓝离散星的脈動變星。合併恆星的星震性質可能和質量與光度相似的典型脈動變星在量測上有所不同。然而，由於缺乏蓝离散星的脈動變星，它們本身的振幅很小，而且經常位於橫星的密集場所，因此量測脈動非常困難。一些蓝离散星被觀測到快速的轉動，杜鵑座47是其中的一個例子，觀察到的轉動速度比太陽快75倍；這與碰撞形成的速度是一致的。。
另一種解釋一誕生於聯星系統的兩顆恆星之間的質量傳遞。系統中質量較大的恆星演化較快，會先膨脹成巨星，因而溢出它的洛希瓣。質量將會從原先較大的恆星轉移到質量較小的恆星上，就像碰撞一樣。這將解釋為什麼星團中會有比已經演化離開主序星的恆星質量更大的主序星。對蓝离散星的觀測發現，有些蓝离散星光球中的碳和氧比典型的要少得多，這證明它們的外層物質是從同伴的內部挖過來的。
整體而言，有證據支持聯星之間的碰撞和質量傳遞。在M3、杜鵑座47和NGC 6752中，似乎這兩種機制都在運行；碰撞蓝离散星佔據星團核心，而傳質蓝离散星則位在星團周圍。在克卜勒計畫觀測的星場中，發現了兩顆蓝离散星周圍有低質量白矮星伴星，表明這兩顆蓝离散星是通過穩定的質量傳遞獲得質量的。

### 場形成

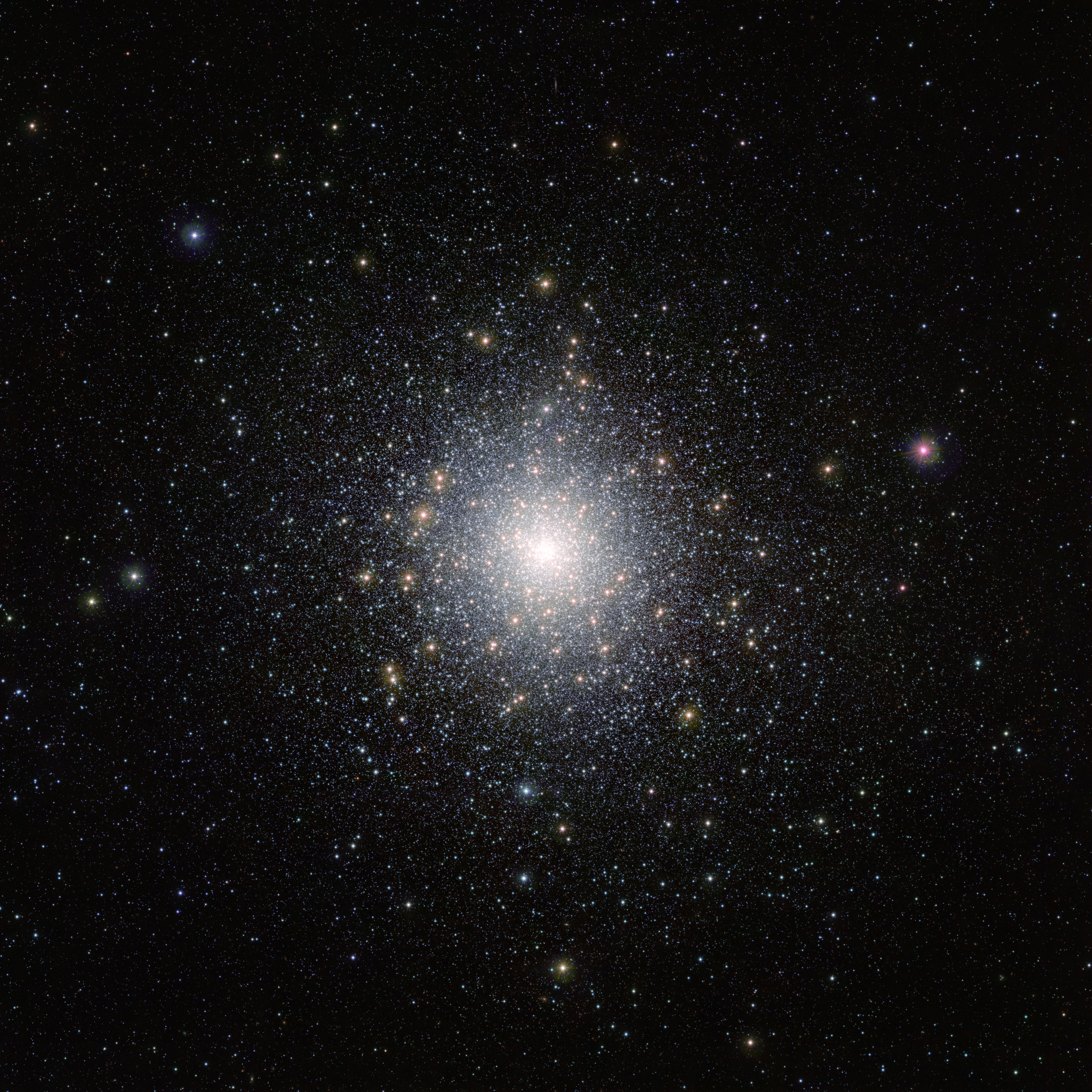
在杜鵑座47的核心附近至少有21顆蓝离散星。

由於密接聯星的相互作用，在場星中也發現了蓝离散星。由於聯星的比率隨著金屬量的下降而增加，因此在貧金屬的恆星群中發現蓝离散星的可能性越高。然而，在星場中的恆星年齡和金屬量是混雜的，因此更難辨識出場星中的蓝离散星。不過，在古老的恆星族群中，例如銀河系的暈或矮星系中，很容易識別出場星中的蓝离散星。

## 紅和黃离散星
「黃离散星」或「紅离散星」是在拐點和紅巨星分支之間，但是比次巨星分支更亮的恆星。這種恆星已經在疏散星團和球狀星團中被識別出來，它們之前可能是蓝离散星，現在正向巨星分支演化。

## 外部連結
- Origin of Strange 'Blue Straggler' Stars Pinned Down （页面存档备份，存于） - Astronomers discover evidence that the stars are stealing fuel from their neighbors; Space.com, 5 October 2006.
- The radial distribution of blue straggler stars and the nature of their progenitors, M. Mapelli, S. Sigurdsson, F. R. Ferraro, M. Colpi, A. Possenti, B. Lanzoni, 2006.